# Aleksandyr Stalijski (1893–1945)
Aleksandyr Canow Stalijski (bułg. Александър Цанов Сталийски, ur. 28 sierpnia 1893 w Widyniu, zm. 2 lutego 1945 w Sofii) – bułgarski prawnik i polityk, minister sprawiedliwości Carstwa Bułgarii (1944), deputowany do Zgromadzenia Narodowego XXI kadencji (1923-1927).

## Życiorys
Urodził się w Widyniu, jako syn socjalisty Cano Stolijskiego. Uczestniczył w wojnach bałkańskich jako ochotnik, a następnie jako oficer armii bułgarskiej w czasie I wojny światowej. Był trzykrotnie ranny. W 1918 ukończył studia prawnicze na Uniwersytecie Sofijskim, w 1923 obronił pracę doktorską z zakresu prawa konstytucyjnego na Uniwersytecie w Würzburgu. W roku 1923 uzyskał mandat deputowanego do parlamentu bułgarskiego, w którym reprezentował Partię Demokratyczną. W latach 20. był uważany za jednego z bułgarskich ideologów faszyzmu.
Od 1928 pracował w zawodzie adwokata. W czerwcu 1944 objął stanowisko ministra sprawiedliwości w rządzie Iwana Bagrianowa. W 1945 skazany na karę śmierci przez Trybunał Narodowy, 2 lutego 1945 rozstrzelany na stołecznym cmentarzu strzałem z pistoletu w tył głowy. 26 sierpnia 1996 pośmiertnie zrehabilitowany przez Sąd Najwyższy.

## Publikacje
- 1929: Фашисткото учение за държавата
- 1929: Фашизъм. Българско обяснение на фашисткото националистическо учение
- 1934: Поява и развой на фашизма